# Kotel (Sodražica, Slovenija)
Kotel je naselje u slovenskoj Općini Sodražici. Kotel se nalazi u pokrajini Dolenjskoj i statističkoj regiji Jugoistočnoj Sloveniji. 

## Stanovništvo
Prema popisu stanovništva iz 2002. godine naselje je imalo 0 stanovnika.